# Stańczyk (Hofnarr)

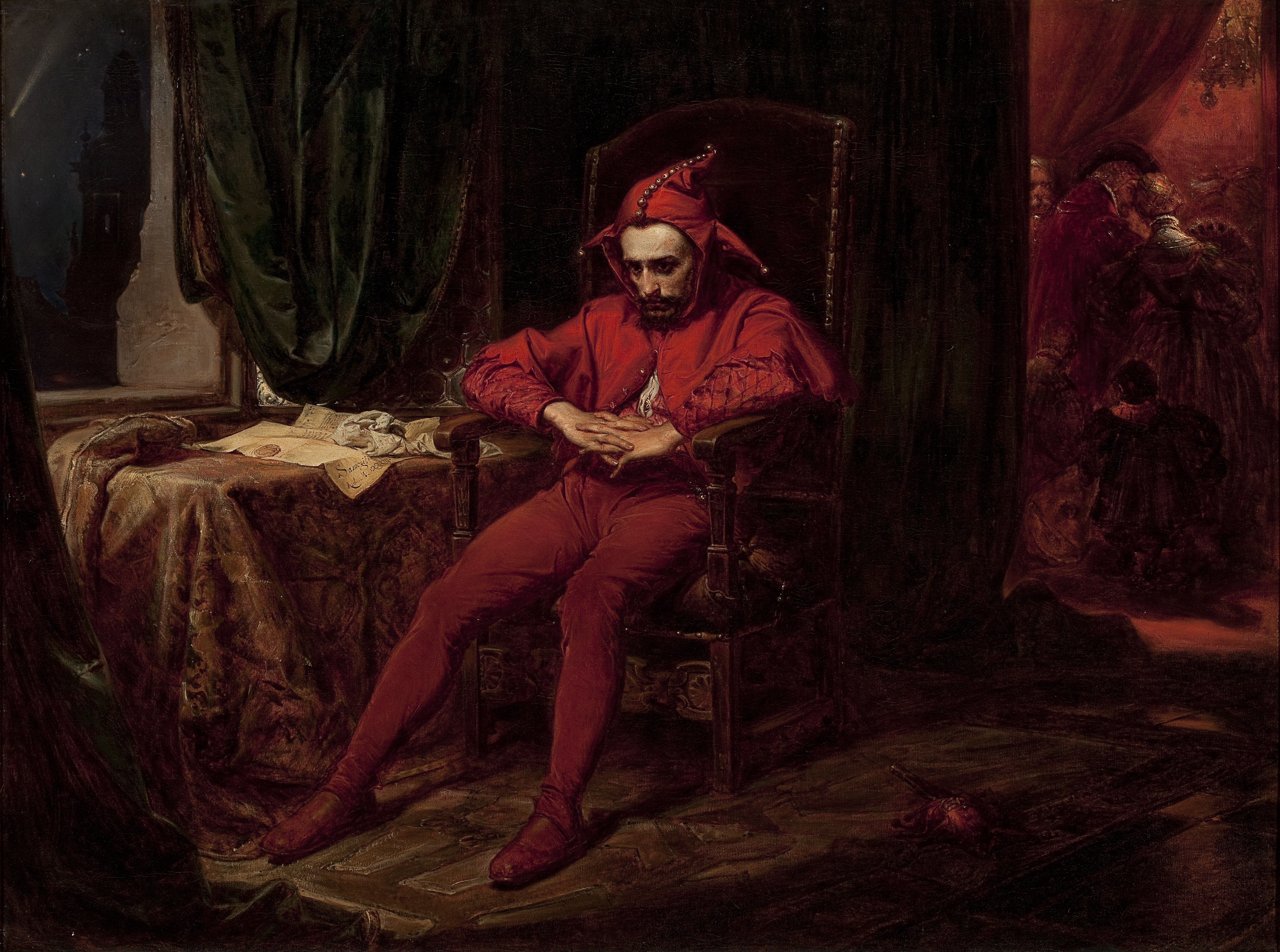
Jan Matejko: Stańczyk während des Balls am Hofe der Königin Bona, als die Kunde vom Verlust von Smolensk eintrifft, 1862

Stańczyk (* um 1480; † um 1560) war ein Hofnarr am Hof der polnischen Könige Alexander (1501–1506), Sigismund I. des Alten (1506–1548) und Sigismund II. August (1548–1572).
Über seinen Lebenslauf gibt es wenig glaubwürdige Angaben. Er entstammte einer Bauernfamilie aus Proszowice bei Krakau. Seine privilegierte Stellung am Hofe verdankte er seinem Scharfsinn, dank der Narrenfreiheit kritisierte er schonungslos die unbekümmerte Politik der Herrscher.
Die polnischen Schriftsteller der Renaissance Łukasz Górnicki, Jan Kochanowski, Martin Cromer, Mikołaj Rej u. a. zitierten oft seine unverblümten Aussagen (oder schrieben ihm ihre eigenen Gedanken zu).
In den 1860er Jahren entstand im westlichen Teil Galiziens die nach ihm benannte politische Gruppierung der Stańczycy, die mehr Freiheit für die polnische Bevölkerung im österreichischen Teil Polens anstrebte.
In der polnischen Literatur des ausgehenden 19. Jahrhunderts wurde er oft als derjenige dargestellt, der sich am Hof der polnischen Könige um die Zukunft des Königreiches sorgte.
In dem berühmten Gemälde Stańczyk während des Balls am Hofe der Königin Bona, als die Kunde vom Verlust von Smolensk eintrifft von Jan Matejko wurde Stańczyk dargestellt, wie er während des heiteren Hofballs um den Verlust von Smolensk trauert.
Auch im Theaterstück „Die Hochzeit“ von Stanisław Wyspiański (1901) erscheint Stańczyk mit seinem Narrenstab unter den geladenen Gästen, um die damalige Untätigkeit der Bevölkerung des geteilten Polen anzuprangern.
Seit 1980 ist er Namensgeber für den Stańczyk Hill, einen Hügel auf King George Island im Archipel der Südlichen Shetlandinseln in der Antarktis.